# Grilo (Baião)
Grilo is een plaats (freguesia) in de Portugese gemeente Baião en telt 680 inwoners (2001).